# Bahçelievler, Muratpaşa
Bahçelievler là một xã thuộc huyện Muratpaşa, tỉnh Antalya, Thổ Nhĩ Kỳ.